# Douchy (Aisne)
Douchy es una comuna francesa situada en el departamento de Aisne, en la región de Hauts-de-France.

## Demografía
| 208 | 193 | 184 | 147 | 152 | 150 | 142 | 159 | 163 |
| Para los censos de 1962 a 1999 la población legal corresponde a la población sin duplicidades (Fuente: INSEE [Consultar]) |     |     |     |     |     |     |     |     |